# Macrodontia batesi
Macrodontia batesi — крупный жук из семейства Усачи. Вид известен из тропических лесов Гватемалы, Гондураса и Панамы.

## Описание
Максимальная зарегистрированная длина самца до 102 мм. Имеет относительно короткие усики, но сильно развитые, длинные изогнутые и зубчатые мандибулы, на которые приходится значительная часть общей длины тела.